# Sywasch (Ort)
Sywasch (ukrainisch Сиваш; russisch Siwasch) ist eine Siedlung auf der Halbinsel Tschonhar inmitten des Sywasch mit etwa 250 Einwohnern.

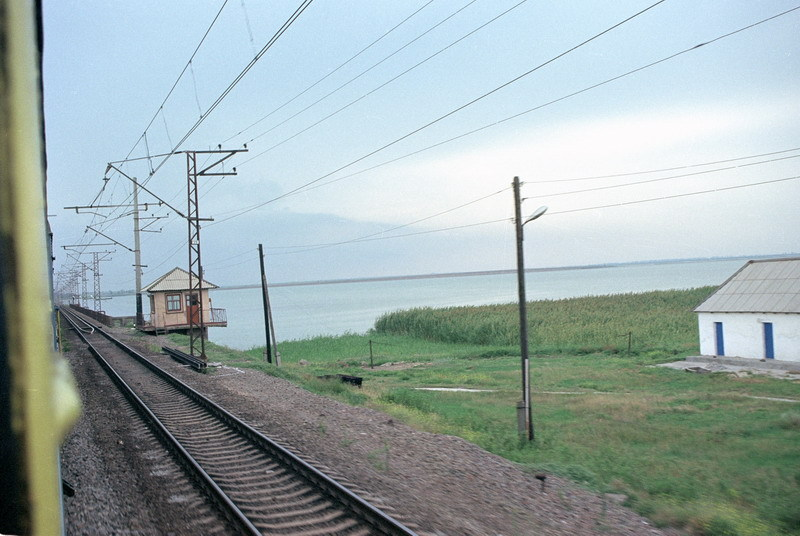
Sywasch-Eisenbahnbrücke zur Krim

Die Siedlung Sywasch befindet sich im Süden der ukrainischen Oblast Cherson an der Südspitze der Halbinsel Tschonhar an der Grenze zur Autonomen Republik Krim. Die Siedlung mit einer Fläche von 4,082 km² wurde 1874 im Zusammenhang mit dem Bau einer Bahnstrecke gegründet. Sie liegt etwa 230 km südöstlich der Oblasthauptstadt Cherson und 50 km südwestlich vom Rajonzentrum Henitschesk verkehrsgünstig an der Bahnstrecke Sewastopol–Charkiw, die hinter der Ortschaft über eine Brücke auf die Krim führt. Nach der Annexion der Krim 2014 durch Russland wurde der Bahnverkehr zwischen dem Festland und der Krim stark eingeschränkt. Derzeit ruht der Bahnverkehr zwischen der Haltestelle Solone Osero (Солоне Озеро, km 189) und Nowooleksijiwka (Новоолексіївка, km 230) komplett.
Am 12. Juni 2020 wurde das Dorf ein Teil der neugegründeten Stadtgemeinde Henitschesk, bis dahin war es ein Teil der Landratsgemeinde Tschonhar im Süden des Rajons Henitschesk.